# X³: Reunion
X³: Воссоединение (англ. X³: Reunion) — компьютерная игра в жанре космического симулятора с элементами торговли (англ. space trading), выпущенная немецкой компанией Egosoft в конце 2005 года. Продолжение X²: Угроза, которая в свою очередь является продолжательницей X: По ту сторону границы и X: Мобилизация. Отличительной особенностью игры является полная свобода действий, предоставляемых игроку. В X³ можно выполнять сюжетные миссии (обычно они связаны с поимкой кого-либо, выслеживанием или доставкой чего-либо), BBS-миссии, похожие на миссии сюжета, но более упрощённые (их можно получать на космических станциях, прочтя доску объявлений), заниматься торговлей, промышленностью, путешествовать по X-вселенной, убивать пиратов или самому стать пиратом. 17 октября 2008 года было выпущено продолжение — X³: Земной конфликт.

## Сюжет
Игра имеет линейный сюжет, то есть игроку не предоставляется возможности изменить ход истории игровой вселенной. Важной особенностью игры является возможность пропустить выполнение сюжетных миссий, то есть не проходить их совсем, а играть в свободную одиночную игру. В любое время игрок может вернуться к выполнению сюжетных миссий. Попадая в X-вселенную, игрок узнаёт, что люди были атакованы флотом неизвестной цивилизации, названной хааками. Они безжалостно истребили целый сектор Аргонской Федерации («Президентский Рубеж»), убив миллионы граждан. Хааки не выходят на контакт и действуют без видимых мотивов.
Персонажем игрока является Джулиан Бреннан — сын главного персонажа X: Beyond the Frontier, Кайла Бреннана. Следуя событиям предыдущей игры, друг Кайла, Бан Данна, из секретной службы Аргонской Федерации, просит его помочь подготовить новых пилотов, призванных в космофлот для восполнения потерь в войне с Хааками. Скоро разворачивается ряд событий, связанных с разгадкой тайны расы Хааков, атака которых, как выясняется, была спровоцирована расой паранидов. Они изучали и добывали редкое вещество нивидиум, очень значимое для хааков. В дальнейшем Джулиан становится участником поиска древнего артефакта 'Seed'(Зерно), с помощью которого могут быть построены врата на потерянную для людей Землю. Основной сюжет заканчивается решающей битвой между Хааками и Аргонцами (при поддержке землян) в секторе Край Еретиков, в ходе которой Хаакская раса была практически уничтожена, из-за чего в последующих частях появляется крайне редко.
В игре также есть более 10 стартовых позиций с отключённым сюжетом. Их можно активировать, проходя 3 уровня сложности сюжета (соответственно — 3 стартовых позиций с разной экипировкой Охотника). Эти стартовые позиции не имеют сюжета, как такового, но к каждой из них прилагается цель, которую можно достичь, а можно и не достигать (например: заработать 7 млн кредитов за 1 час).

## Игровая вселенная
Игровая вселенная X³: Reunion представлена 174 секторами. Каждый сектор — это сравнительно небольшая область космического пространства, обычно возле какой-либо планеты. Сектора не бесконечны: каждый сектор замкнут сам на себя, с сохранением эвклидовой геометрии (примерный радиус любого сектора — 5000км). Формально ограничиваются вратами — большими конструкциями в виде круга, затянутого внутри полупрозрачным полем неизвестного происхождения. Врата были построены неизвестной расой задолго до событий игры и служат в качестве портала, проходя через который любой объект телепортируется в соседний сектор. В X-Вселенной почти все сектора поделены между 8 расами, населяющих игровой мир. Максимум в одном секторе находится четверо врат: северные, южные, западные и восточные, но обычно в секторах находятся двое-трое, есть также и тупиковые сектора, а есть небольшое количество замкнутых, в которые можно попасть только с помощью прыжкового двигателя (в основном это сектора Хааков). Проходя через северные врата, корабль игрока телепортируется в сектор, расположенный, согласно карте, к северу от текущего и выходит из его южных ворот. Также разработчики игры в нескольких секторах спрятали некоторые врата, отдалив их на несколько десятков километров от их стандартного положения, или закрыв астероидом.
В зависимости от функционирования сектора и его расположения относительно других секторов, он может иметь статус центрального или пограничного. Внутри каждого сектора расположены станции, корабли и прочие объекты. Уникальными являются сектора Хааков, так как они не имеют врат и в них всегда есть астероиды, содержащие нивидиум. Неизвестные сектора также уникальны — в них почти никогда никого не бывает и там часто можно найти богатые рудой астероиды, на которых никто не ведёт добычу, описание таких секторов в базе данных бортового компьютера корабля отсутствует.

## Геймплей
Попадая в игру игрок сразу же получает полную свободу действий. На момент начала игры кораблём Джулиана является Охотник, построенный в Аргонской Федерации. Этот корабль обладает средним вооружением, достаточно высокой скоростью и небольшим трюмом, относится к классу М4 (перехватчик). Игроку предоставляется возможность лететь в любом направлении, атаковать любой корабль. В зависимости от отношения к Джулиану различных фракций, он может стыковаться со станциями и торговать различным товаром, который может принять на борт его корабль. Система NPC (компьютерные игроки, населяющие X-Вселенную) в игре очень хорошо развита. При атаке корабля или станции дружественной расы полиция сектора незамедлительно отреагирует на это и после нескольких предупреждений начнёт атаку корабля игрока. Атаки и уничтожение кораблей или станций какой-либо расы, вызовут также падение рейтинга героя у этой расы. Отрицательный рейтинг ограничивает действия игрока или вызывает враждебное отношение к нему (вплоть до попытки уничтожения полицией расы, у которой герой имеет отрицательный рейтинг), в то время как положительный рейтинг позволяет покупать герою разного рода вооружение и крупные корабли. Любой свой корабль игрок может модернизировать, устанавливая на нём дополнительное оборудование или вооружение, так же доступна покупка новых кораблей разного класса. Игроку предоставляется возможность отдавать приказы любому своему судну, таким образом, дистанционно управляя им. Герой может зарабатывать деньги торговлей и промышленностью (см. ниже), истреблением пиратов, если делать это на территории расы у которой вы приобрели полицейскую лицензию, а также выполнением BBS-миссий. Управления кораблём сводится к таким действиям как регулирование скорости, поворот носа корабля в пространстве для выбора направления его движения и стрейфом(вверх, вниз, влево, вправо, при этом не останавливаясь). Можно также использовать автопилот. Принятые команды и дополнительную информацию озвучивает механическим женским голосом бортовой компьютер. Отчёты о выполнении приказов кораблями и станциями, принадлежащих игроку, приходят в виде текстового сообщения и сохраняются в бортовом компьютере. Также на корабле есть турели (в зависимости от корабля), каждой из них может управлять игрок вручную или отдавать приказы турелям в консоли управления кораблём.

## Торговля и промышленность
Очень важной составляющей игры является её экономика. В игровом мире постоянно действуют несколько сотен постоянных NPC, которые поддерживают экономику X-Вселенной в стабильности. Капиталистическая модель игры очень проста: на астероидах добывают руду, на солнечных электростанциях производят батареи, на пищевых фабриках изготавливают продукты питания, а из всего вышеперечисленного производят высокотехнологичные товары и оружие. Если в какой-либо части X-вселенной не хватает определённой продукции, например батареек, то производство на фабриках остановится (не из чего производить), это вызовет цепочку остановок производства на фабриках, отток торговцев из «кризисных» секторов.
Чем больше на складе станции находится произведённой её продукции, тем больше желание производителя избавиться от неё, и тем ниже продажная цена. И чем меньше на станции ресурса, необходимого для производства, тем больше риск предприятию остановить свою деятельность, тем выше закупочная цена на недостающий ресурс. Торговые отношения в X3 строятся на принципе «дешево купил, дорого продал».

### Торговля
Торговать можно всем, что только можете купить. Некоторые товары игрок поначалу не сможет купить из-за низкого расового рейтинга, но активно занимаясь торговлей или сбивая пиратов, ксенонов и хааков в секторах интересующей расы, а также во время выполнения специальных расовых миссий BBS, герой повысит свой рейтинг и сможет покупать высокотехнологичные товары.
Учитывая, что вначале игры у героя есть в распоряжении только один маленький корабль, торговля в первое время не будет приносить ощутимого дохода. Но со временем можно накопить на более крупный грузовой корабль (новый, купленный на правительственной судоверфи, или подержанный, приобретённый в пиратском судостроительном доке). С каждой покупкой герой понемногу повышает свой торговый рейтинг, что открывает ему путь к новым товарам. В X-вселенной наиболее распространена торговля батарейками, так как они требуются на каждом производстве, однако такой вид предпринимательства выгоден только если у игрока есть в наличии грузовой танкер, способный брать на борт не менее 7000 батарей (это связано с тем, что прибыль от торговли батарейками не очень значительна и ощутима только при продаже этого вида продукции большими партиями). X-вселенную также бороздит большое количество танкеров, перевозящих продовольствие. У каждой расы есть свои потребности в еде, поэтому пищевой бизнес развивается в пределах секторов только одного государства, например бифштексы Кахуна можно купить и продать только у Аргонцев, а сушёные бобы только у Паранидов. Выгодна также торговля минералами, которые добывают на астероидах, и высокотехнологичными товарами, которые необходимы для производства оружия. Самым выгодным видом коммерции в игре является торговля оружием.
В X3 также присутствует возможность торговать незаконными товарами: наркотиками, рабами, космомухами и прочим. Такой товар можно продать на пиратских базах, но есть риск, что таможенные корабли просканируют танкер игрока и обнаружат незаконный груз.
Для бизнеса в X-вселенной обычно используют среднего размера танкеры класса TS, обычно SF-модификации, иногда TP (см. ниже). Когда у игрока появится финансовая возможность, он сможет приобрести корабль класса TL. Такой грузовик вмещает в себя от 30000 до 70000 единиц груза (в дополнении Xtended у землян можно приобрести транспорт, объём трюма которого составляет 150000 единиц). Для справки: за один рейд аргонский Мамонт, загруженный батарейками сможет принести прибыль хозяину в размере примерно 240000 кредитов (это стоимость нового истребителя класса M4. Самый вместительный и защищённый TL у Телади.
Обычно торговая операция проходит по следующему плану: игрок ищет вручную на интерактивной карте вселенной какую-нибудь станцию, склады которой заполнены ходовым товаром. К этой станции он посылает свой корабль или летит на грузовике сам. Затем игрок закупает на этой фабрике товар по низкой цене и ищет место сбыта. Им чаще всего оказывается фабрика, потребляющая в процессе своего производства продукцию, которую только что приобрел игрок, и на складах которой её уже недостаточно. Танкер героя состыковывается с этой фабрикой и продаёт ей товар по высокой цене. Есть и другие сценарии торговых операций, например, продажа через торговые станции, но о них герой обычно сам узнаёт в процессе игры. Так же, облегчить поиск станций с выгодными предложениями могут апгрейды Best Buys- и Best Selling Price Locator.
Игроку не обязательно контролировать весь процесс торговли. На любой торговый корабль можно установить специализированное программное обеспечение (Торговая система Mk3), сопоставимое по цене с самим кораблём, и на борту танкера появится наемный капитан. Игрок сможет через консоль управления кораблём отдать ему приказ торговать и капитан начнет самостоятельно работать. Поначалу он будет торговать только в одном секторе, но затем, повышая свой навык ведения бизнеса, он сможет торговать по всей X-Вселенной (для этого ему потребуется прыжковый двигатель и запас батареек, желательна охрана в виде одного или двух истребителей). Когда у игрока появляется более 10 наемных торговцев, бюджет героя начинает быстро расти. На ранних порах это будет выглядеть нудно, но цель оправдывает средства.

### Промышленность
Поначалу игрок покупает и продаёт товар на чужих станциях. Тем самым он приносит доход этим самым станциям. Но и у героя есть возможность стать промышленником и построить собственные фабрики. Это можно сделать двумя способами. Первый способ: нанять грузовой корабль класса TL, связавшись с ним, и предложить капитану за плату пристыковаться к судоверфи и купить какую-либо станцию, а затем расположить станцию в нужном секторе. Второй способ: имея свой собственный корабль класса TL, пристыковаться к верфи, купить станцию, доставить её в нужный сектор и развернуть производство.
После того, как станция помещена в открытый космос, необходимо настроить её параметры: установить цены покупки сырья и продажи готового товара, перевести на счёт станции денежные средства, указать может ли станция торговать с другими расами. Также есть возможность приписать к станции собственный торговый корабль с капитаном на борту (см. выше в секции «Торговля»). Если отдать ему соответствующий приказ, то корабль начнет снабжать фабрику сырьём или продавать готовый товар другим станциям. Свои станции можно объединять в комплекс, используя сборочный комплект. В этом случае станции объединятся в один большой комплекс с помощью системы коммуникационных туннелей, а отдельный стыковочный узел будет вынесен в свободное место в пределах примерно 20 км от комплекса. В комплекс можно объединять станции одного или нескольких типов, например можно создать комплекс, внутри которого будут находиться пищевые фабрики, рудные шахты и заводы по производству вооружения; пища и руда будут сразу же, без торговцев, по трубам доставляться на оружейные фабрики, что решит проблемы снабжения станций ресурсами. Также возможно создание замкнутых комплексов, которые сами производят для себя все необходимые ресурсы, следовательно не требуют поставок извне, и на выходе которых получается готовая продукция.
Для наиболее эффективного ведения промышленного бизнеса в X3 можно наладить торговую сеть из производственных фабрик, торговых станций и привязанных к ним галактических торговцев.

## Известные модификации и дополнения
Bonus Pack v3.1.07 — официально одобренный Egosoft набор скриптов, вносящий в игру немного разнообразия.
Модификация Xtended — одобренная Egosoft модификация, являющийся по сути продолжением оригинальной игры X³: Reunion. Добавляет множество секторов, новых кораблей, включая корабли класса М0, М7, ММ6, М8, MTS, T0, различное оборудование. Две новых расы со своими кораблями: сонены и терраны (земляне). Несколько дополнительных сюжетных линий (например, на получение кораблей класса М0). Некоторые идеи и модели кораблей были использованы в официальном продолжении X³: Terran Conflict.

## Отзывы
| Сводный рейтинг | Сводный рейтинг |
| Агрегатор       | Оценка          |
| --------------- | --------------- |
| GameRankings    | 74,06 %         |